# ألبرتو كورتيز
ألبرتو كورتيز (بالإسبانية: Alberto Corez) ولد باسم خوسيه ألبرتو غارسيا جالو بتاريخ 11 مارس 1940، وهو مغني وكاتب أغاني أرجنتيني. عاش برفقة زوجته في مدريد حتى وفاته فيها.

## المسيرة المهنية
ولد كورتيز في محافظة لا بامبا، الأرجنتين. بدأ دراسته الابتدائية في مدرسة ألبرتو ويليامز الموسيقية وهو في سن السادسة فقط، في حين بدأ في تأليف الأغاني في عمر الثانية عشر، حيث قام بتأليف أغنية "Un cigarrillo, la lluvia y tú". وقد دخل بعدها للمدرسة الثانوية مانويل إغناسيو مولينا دي سان رافائيل في ميندوزا، وهناك واصل دراسته للموسيقى في شوبان من الموسيقي سان رافائيل.
في السابعة عشرة، أصبح كورتيز مغني في أوركسترا أريزونا، حيث كان يُعرف باسم شيكيتو غارسيا. وفي الثامنة عشرة ذهب للدراسة في كلية الحقوق والعلوم الاجتماعية في بوينس آيرس وغنى في الحانات لكسب بعض من المال قصد مساعدة نفسه على إكمال الدراسة. وفي وقت لاحق بدأ كورتيز الغناء في أوركسترا ماريو كاردي وتم التعاقد معه على الغناء في أوركسترا سان فرانسيسكو التي تهتم بموسيقى الجاز. ثم سافر بعد ذلك معهم في جميع أنحاء البلاد، وبدأ في استخدام اسم مستعار وهو «ألبرتو كورتيز» حينما كان يغني مع أوركسترا أرماندو بوانتيير، ليقرر بعد ذلك مغادرة الجامعة وامتهان الموسيقى حيث كرس نفسه بالكامل لهذا المجال.
عندما بلغ العشرين، سافر كورتز إلى أنتويرب في بلجيكا حيث سجلت أول ألبوم له هناك وقد حمل عنوان "Sucu Sucu" والذي أوصله في وقت لاحق إلى الرقم واحد في قائمة أفضل الألبومات في تلك المنطقة، ليلتقي كورتيز برينيه جوفاريتس وتزوجها في وقت لاحق. وعلى الرغم من أن بدايته كانت صعبة نوعا ما إلى أنه وجد نفسه واحدا من أكثر الملحينين والمطربين الذي حققوا شهرة كبيرة في أمريكا اللاتينية خصوصا بعدما قام بنشر العديد من الألبومات على غرار "Mi árbol y yo" و "Mariana", "Como el primer día"، "A partir de Manana" و "Callejero".

## روابط خارجية
- ألبرتو كورتيز على موقع IMDb (الإنجليزية)
- ألبرتو كورتيز على موقع ميوزك برينز (الإنجليزية)
- ألبرتو كورتيز على موقع أول ميوزيك (الإنجليزية)
- ألبرتو كورتيز على موقع ديسكوغز (الإنجليزية)
- ألبرتو كورتيز على موقع قاعدة بيانات الفيلم (الإنجليزية)
- ألبرتو كورتيز على موقع كينوبويسك (الروسية)